# Eve of Destruction (filme)
Eve of Destruction (bra Androide Assassina) é um filme estadunidense de 1991, dos gêneros ficção científica, suspense e ação, dirigido por Duncan Gibbins.

## Sinopse
Eve é uma androide que carrega uma bomba nuclear embutida. Durante um teste, algo sai errado e ela se perde na cidade, levando os cientistas e as forças militares a uma busca contra o relógio para evitar uma hecatombe.

## Elenco
- Gregory Hines  .... coronel Jim McQuade
- Renée Soutendijk .... dr. Eve Simmons / Eve VIII
- Michael Greene .... general Curtis
- Kurt Fuller .... Bill Schneider
- John M. Jackson .... Peter Arnold
- Loren Haynes .... Steve, o Robô
- Tim Russ  .... Carter